# Croisette
Croisette ist eine französische Gemeinde mit 300 Einwohnern (Stand 1. Januar 2022) im Département Pas-de-Calais 9in der Region Hauts-de-France. Sie gehört zum Arrondissement Arras, zum Kanton Saint-Pol-sur-Ternoise und zum Kommunalverband Ternois.

## Lage
Die Gemeinde Croisette liegt im südlichen Artois, 42 Kilometer westlich von Arras. Nachbargemeinden von Croisette sind Siracourt im Norden, Ramecourt im Nordosten, Herlincourt, Hautecloque und Écoivres im Südosten, Héricourt und Flers im Süden, Guinecourt im Südwesten sowie Œuf-en-Ternois im Nordwesten. Im Nordosten der Gemeinde Croisette stehen vier Windkraftanlagen eines kommunalen Windparks, im Südosten zwei weitere Windräder.

## Bevölkerungsentwicklung
| Jahr                       | 1962 | 1968 | 1975 | 1982 | 1990 | 1999 | 2006 | 2012 | 2021 |
| -------------------------- | ---- | ---- | ---- | ---- | ---- | ---- | ---- | ---- | ---- |
| Einwohner                  | 293  | 287  | 297  | 325  | 302  | 308  | 308  | 317  | 300  |
| Quellen: Cassini und INSEE |      |      |      |      |      |      |      |      |      |

## Sehenswürdigkeiten

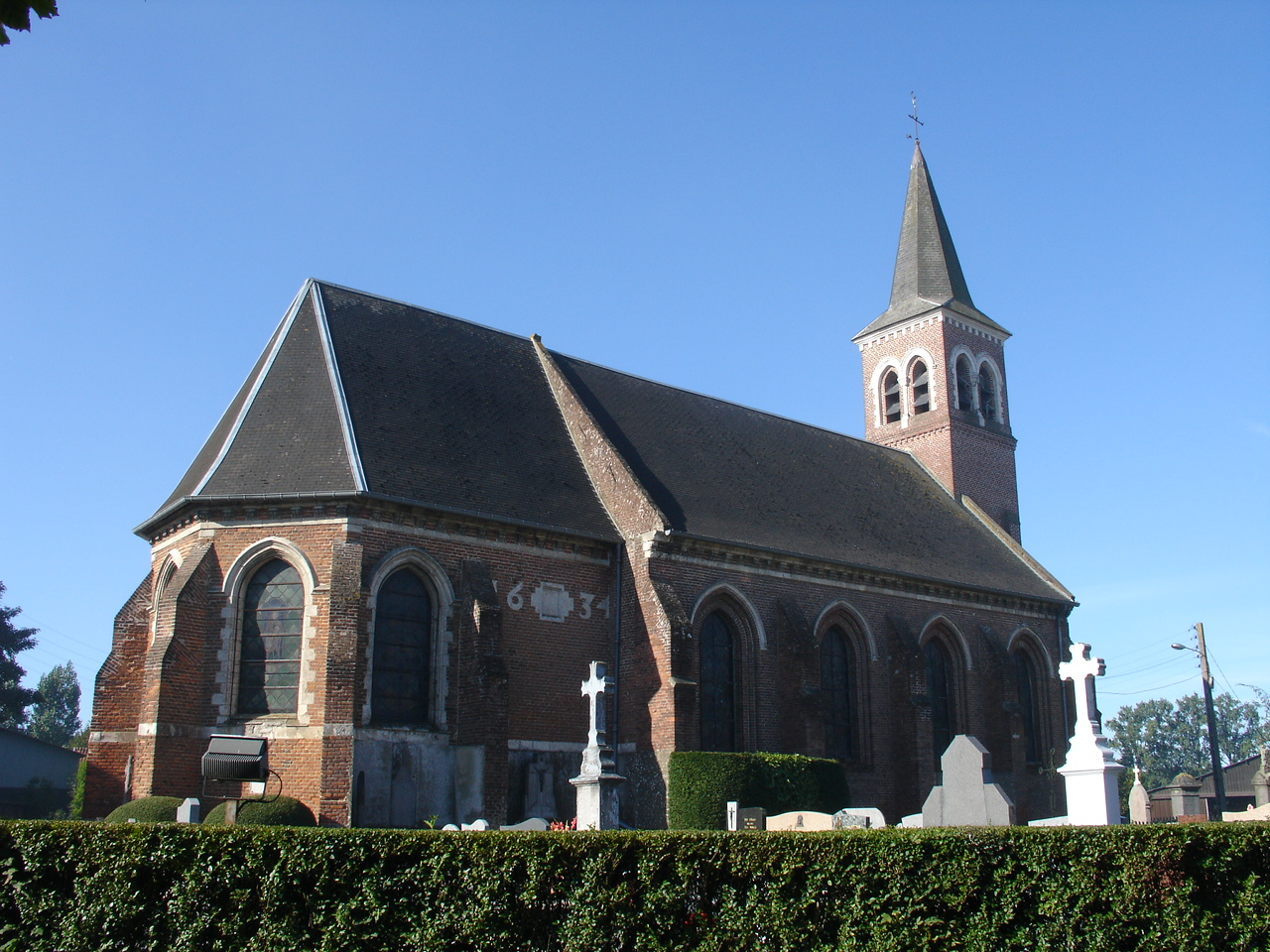
Kirche Saint-Martin
- Kapelle Saint-Pierre
- Wasserturm

- Kirche Saint-Martin